# رابطة ببتيدية

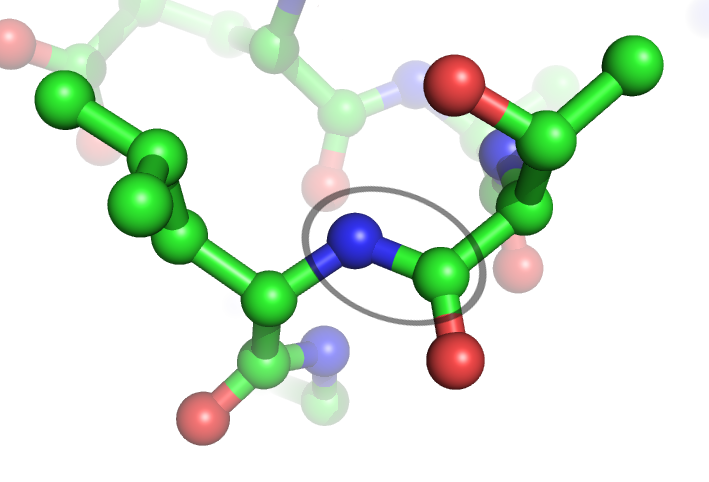
رابطة ببتيدية

الرابطة الببتيدية هي رابطة تساهمية كيميائية تنشئ بين جزئين، عندما تتفاعل مجموعة الكربوكسيل -COOH لأحد الأحماض الأمينية مع مجموعة أمين -NH2 لحمض أميني آخر، وينتج عن هذا التفاعل تكون جزيء من الماء H2O ورابطة ببتيدية، ويسمى هذا التفاعل بتفاعل التكثيف، وتحدث غالبا في الأحماض الأمينية.
ومن الممكن أن تنكسر الرابطة الببتيدية نتيجة لعملية الهدرجة بإضافة الماء، والرابطة الببتيدية هي الرابطة التي تكون البروتينات.

## خصائص الرابطة الببتيدية
- الدوران الحر حول هذه الرابطة يكون محدودا.
- الذرات المكونة للرابطة تكون على مستوى واحد.
- زوايا الروابط وأطوال الروابط تكون ثابتة.